# Horses/Horses
Uzasadnienie:  Reedycje nie są odrębnymi wydawnictwami.
Horses/Horses – dwupłytowa reedycja debiutanckiego albumu Patti Smith Horses,  poszerzona o zapis koncertu z festiwalu "Meltdown" w Londynie 25 czerwca 2005.

## Lista utworów

### CD 1
1. "Gloria" (Patti Smith, Van Morrison) – 5:57
2. "Redondo Beach" (Smith, Richard Sohl, Lenny Kaye) – 3:26
3. "Birdland" (Smith, Sohl, Kaye, Ivan Kral) – 9:15
4. "Free Money" (Smith, Kaye) – 3:52
5. "Kimberly" (Smith, Allen Lanier, Kral) – 4:27
6. "Break It Up" (Smith, Tom Verlaine) – 4:04
7. "Land of a Thousand Dances" (Smith, Chris Kenner) – 9:25
8. "Elegie" (Smith, Lanier) – 2:57
9. "My Generation" (Live) (Pete Townshend) – 3:16

Skład
- Patti Smith – wokal, gitara
- Jay Dee Daugherty – perkusja
- Lenny Kaye – gitara, gitara basowa, wokal
- Ivan Kral – gitara basowa, gitara, wokal
- Richard Sohl – instrumenty klawiszowe

### CD 2
1. "Gloria: In Excelsis Deo/Gloria (version)" – 7:01
2. "Redondo Beach" – 4:29
3. "Birdland" – 9:52
4. "Free Money" – 5:29
5. "Kimberly" – 5:28
6. "Break It Up" – 5:24
7. "Land: Horses/Land of a Thousand Dances/La Mer (De)" – 17:35
8. "Elegie" – 5:08
9. "My Generation" – 6:59

Skład
- Patti Smith – wokal
- Jay Dee Daugherty – perkusja
- Lenny Kaye – gitara
- Olivier Ray – gitara
- Tom Verlaine – gitara
- Tony Shanahan – gitara basowa